# Birkenwanze

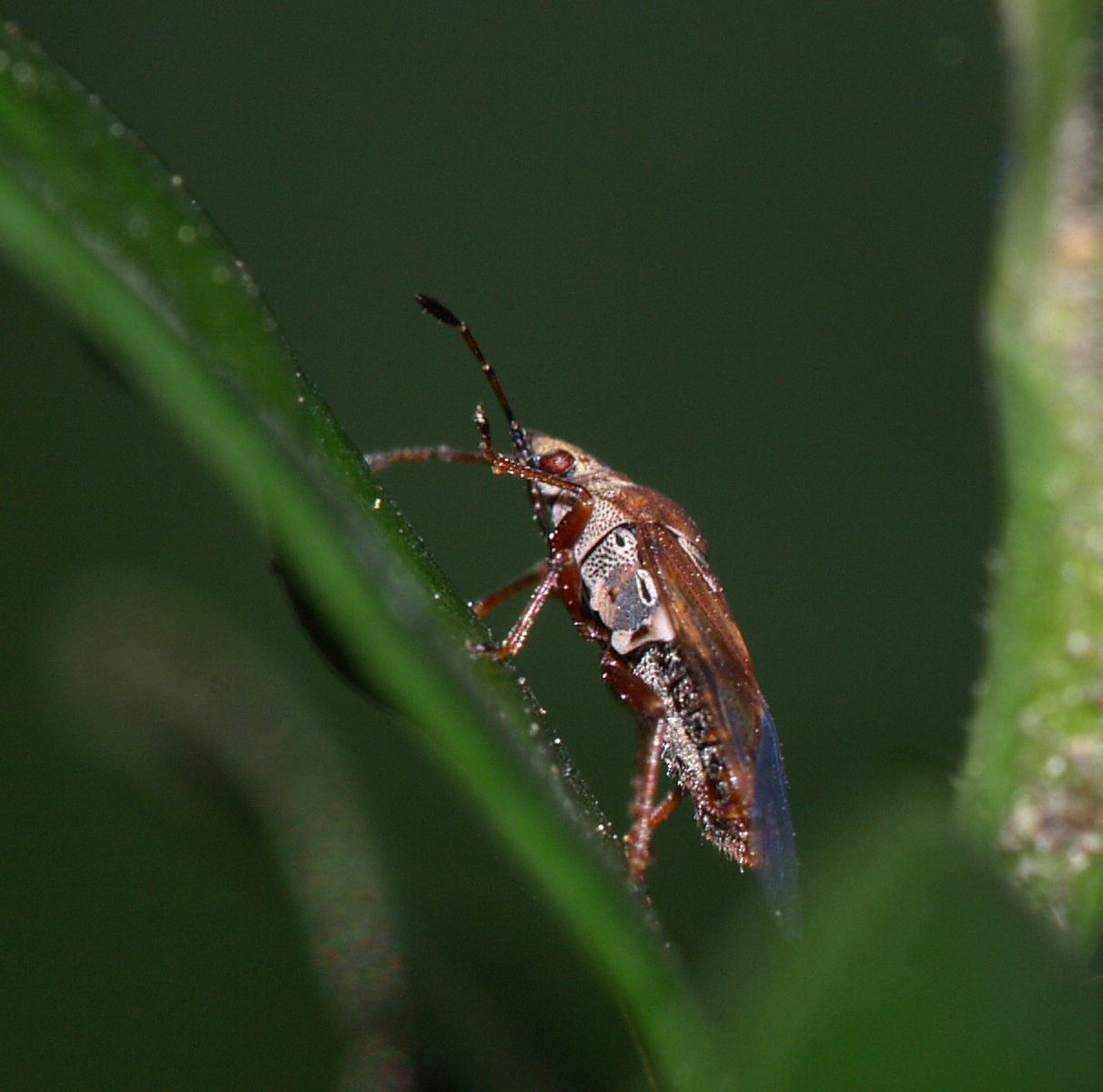
Birkenwanze seitlich; deutlich sichtbar die Stinkdrüsenöffnung am hinteren Rand des Metathorax

Die Birkenwanze (Kleidocerys resedae) ist eine zur Familie der Bodenwanzen (Lygaeidae) gehörende Wanze (Heteroptera). Der deutsche Name nimmt Bezug auf den bevorzugten Aufenthaltsort auf Birken (Betula), wo die Tiere oft massenhaft zu beobachten sind. Vielfach tritt sie in so großen Mengen auf, dass sie selbst aus großer Distanz zu riechen ist. Werden die Tiere gestört, zirpen sie oft sehr vernehmlich.

## Unterarten
- Kleidocerys resedae fuscomaculatus Barber, 1953
- Kleidocerys resedae geminatus (Say, 1832)
- Kleidocerys resedae resedae (Panzer, 1797)[1]

## Verbreitung und Lebensraum
Die Birkenwanze ist holarktisch verbreitet. Die Unterart Kleidocerys resedae resedae kommt in Nord- und Mitteleuropa bis zum Nordrand des Mittelmeerraumes vor. Nach Osten reicht ihr Areal nach Sibirien und schließlich über Innerasien bis nach China. In Deutschland und Österreich ist die Wanze überall häufig. In Nordamerika kommen Kleidocerys resedae geminatus (ganz Nordamerika, bis Mittelamerika) und  Kleidocerys resedae fuscomaculatus (nur im Westen) vor.

## Merkmale
Die Art ist breitoval geformt und rötlichbraun gefärbt. Die Körperlänge der Insekten beträgt zwischen 4,5 und 6 Millimeter. Der Kopf, der Halsschild (Pronotum) und das Schildchen (Scutellum) sind mit zahlreichen schwarzen bis braunen Punktgruben besetzt. Die Querrillen des Pronotums sind schwarz gesäumt. Der dem Schildchen anliegende Clavus der Halbdecken (Hemielytren) weist drei Punktreihen auf. Corium und Membran der Vorderflügel sind hell und glasartig durchsichtig. Die rötlichen Beine sind vergleichsweise kurz. Die Fühler sind viergliedrig.

## Lebensweise
Die Wanzen leben bevorzugt auf Birken, kommen aber auch auf anderen Laubbäumen wie Erlen (Alnus) oder Ebereschen (Sorbus), zuweilen auch auf krautigen Pflanzen vor. Die erwachsenen Tiere und ihre Larven besaugen die Samen der Fruchtstände aller Reifestadien. Gelegentlich stechen sie auch kleine Insekten und deren Eier an. In den Alpen ist ab einer Höhe von 2000 Metern ü. NN ein Nahrungspflanzenwechsel auf Rhododendron zu beobachten.
Die erwachsenen Tiere suchen mit den ersten kühlen Nächten zur Überwinterung geschützte Plätze und Verstecke in Holzspalten, unter Borke oder in trockener Streu auf. Im Frühjahr, oft schon Ende März, erscheinen die Imagines. Nach einer Phase ausgedehnter Ausbreitungsflüge und Paarungsaktivität legen die Weibchen zwischen Mai und Juni die Eier einzeln oder in Gruppen an den unreifen Fruchtständen der Nahrungspflanzen ab. Die Larven werden bis August erwachsen. Sie bilden oft auffällige Schulen mit hohen Individuenzahlen.
Sowohl bei der Paarung als auch bei Beunruhigung geben die Wanzen beider Geschlechter deutlich hörbare Zirplaute von sich. Die Töne werden durch das Aneinanderreiben einer Zähnchenreihe einer Ader der Unterseite der Hinterflügel und einer Kante auf dem Rücken des hinteren Brustabschnittes erzeugt.
Gelegentlich dringen die Wanzen zur Überwinterung auch in Wohnungen ein. Bei Zimmertemperatur sind sie mobil und fliegen zum Licht oder an die Fenster. Beim Einfangen sondern sie ein Wehrsekret ab, das aufgrund seines durchdringenden Geruches lästig sein kann. Als Pflanzensaftsauger sind die Tiere im Wohnbereich harmlos und können keinen Schaden anrichten. Nach wenigen Tagen verenden sie.